# Sally Rooney
Œuvres principales
- Conversations entre amis (2017)
- Normal People (2018)
- Où es-tu, monde admirable (2021)
- Intermezzo (2024)

Sally Rooney, née le 20 février 1991 à Castlebar dans le comté de Mayo, est une romancière irlandaise.

## Biographie

### Origines
Sally Rooney naît et grandit à Castlebar (comté de Mayo, nord-ouest de la république d'Irlande) en 1991. Son père travaille pour Telecom Éireann et sa mère gère un centre d'art. Elle a un frère aîné et une sœur cadette.

### Études et formation
Elle étudie l'anglais au Trinity College à Dublin, où elle est élue comme scholar. Bien qu'ayant choisi les sciences politiques pour son master, elle obtient finalement un master en littérature anglaise et américaine.
À l'université, elle est la porte-parole aux European Universities Debating Championships (en) en 2013. Elle raconte cette expérience dans son essai autobiographique intitulé Even if You Beat Me, publié en 2015 par The Dublin Review,.

### Écriture
Elle travaille un certain temps comme gestionnaire d'un restaurant, avant d'entamer une carrière d'autrice.
Son premier roman, Conversations with Friends, sort en 2017. Écrit en trois mois alors qu'elle termine ses études, il raconte l'histoire de deux jeunes étudiantes en littérature, vivant à Dublin et tombant sous le charme d'un couple d'artistes, un peu plus âgés. Polyamour, féminisme, entrée dans la vie active, le roman aborde les préoccupations actuelles de la génération nommée Millenials.
Le livre est salué par la critique et Sally Rooney obtient le prix du meilleur jeune écrivain de l'année (Young Writer of the Year) décerné par The Sunday Times.
À peine un an après, en 2018, paraît un second roman, Normal People, qui est vendu à plus d'un million d'exemplaire. Mettant en scène deux jeunes adultes issus de milieux sociaux différents, le roman alterne les points de vue entre les deux protagonistes ; il débute en dernière année de lycée et se poursuit tout au long de leurs études. À nouveau, les thèmes abordés sont les études, l'amour et les relations hommes-femmes.
Pour ce livre, Rooney obtient le prix du meilleur roman décerné par le Costa Book Awards et le prix du livre de l'année décerné par la chaîne de librairies Waterstones. D'après Irish Mirror, ces deux romans ont rapporté l'équivalent de 8,37 millions d'euros (chiffres 2020).
Son troisième roman, Beautiful World, Where Are You, publié le 7 septembre 2021, est « roman de l'année » des Irish Book Awards.
En 2024 sort Intermezzo, roman qui aborde la relation complexe entre deux frères après le décès de leur père. Les thèmes habituels de Rooney se retrouvent dans le livre, plus ambitieux dans la manière de traiter ses personnages.
Son style est décrit comme celui d'une « Jane Austen du précariat » ou d'une « J.D. Salinger de la génération Snapchat » ayant connu le succès d'une « J.K. Rowling ».

### Vie personnelle
Sally Rooney habite à Dublin.

## Prise de position
En octobre 2021, plusieurs médias annoncent qu'elle refuse que son troisième roman, Beautiful World, Where Are You, soit traduit en hébreu. Rooney précise alors que « ce serait un honneur qu'il le soit », mais que, pour le moment, elle a « choisi de ne pas vendre ses droits de traduction à une maison d'édition basée en Israël », par solidarité avec les Palestiniens et avec la campagne Boycott, désinvestissement et sanctions (BDS).
Certains critiques considèrent que « l'essence même de la littérature, son pouvoir d'apporter une sorte de cohérence et d'ordre au monde, est niée par le choix de Rooney d'exclure un groupe de lecteurs du fait de leur nationalité. »

## Thématiques abordées
Si ces romans apparaissent dans un premier temps comme des romances assez classiques, la profondeur des propos et des connexions entre les personnages font des œuvres de Sally Rooney des romans contemporains forts. Elle s'inscrit dans une lignée de jeunes écrivains contemporains qui, par l'écriture, cherchent une nouvelle forme au roman. Elle dit notamment apprécier les travaux de Zadie Smith. 

### Marxisme
Ses personnages adoptent des positions politiques telles que l'anticapitalisme et le marxisme. L'écrivaine, ouvertement marxiste, précise toutefois que ce n'est pas pour afficher ses opinions qu'elle donne à ses personnages une orientation politique de gauche. Dans une interview au London Review Bookshop, elle dit que c'est tout d'abord une question de contexte qui fait que Connell dans Normal People se désole des inégalités sociales, de la bourgeoisie politique et de la répartition des richesses. 
Sally Rooney s'est souvent prononcée sur le biais cognitif qu'elle ressent entre son métier d'écrivain et ses opinions, notamment en ce qui concerne le monde de l'édition et le marché du livre. Cela se retrouve par exemple dans le personnage d'Alice dans Beautiful World Where Are You, elle aussi écrivaine. 

### Féminisme et patriarcat
Si les thématiques du féminisme et du patriarcat sont aussi présentes dans les livres de Sally Rooney c'est qu'elle cherche à écrire des histoires en phase avec notre monde. Les relations amoureuses qu'elle met en scène sont des relations hétérosexuelles où apparaissent des jeux de pouvoirs. Pour elle, écrire sur ces relations sans le prisme du patriarcat et du féminisme ne conviendrait pas.

## Adaptations télévisées
À la suite du grand succès de Normal People, celui-ci est adapté en une mini-série de 12 épisodes. Sally Rooney participe à l'écriture du scénario, afin que la série reste fidèle au livre. Le style de la série est comparé au film Friday Night Lights (2005) de Peter Berg.
Début 2020, la BBC annonce l'adaptation en mini-série de Conversation with Friends. La série, écrite par les mêmes scénaristes, dont Sally Rooney, sort le 15 mai 2022 sur la même plateforme que Normal People.

## Publications

### Romans
- Conversations with Friends, London, Faber and Faber, 2017 (ISBN 9780571333127) Conversations entre amis, traduit par Laetitia Devaux, Paris, Éditions de l'Olivier, 2019  (ISBN 978-2-823-61071-0) ; réédition en poche aux Éditions Gallimard, coll. « Folio » no 7555, 2025
- Normal People, London, Faber and Faber, 2018 (ISBN 9780571334643) Normal People, traduit par Stéphane Roques, Paris, Éditions de l'Olivier, 2021  (ISBN 978-2-8236-1524-1) ; réédition en poche aux Éditions Points, 2022 Adapté en série de 12 épisodes diffusée sur France 5[27].
- Beautiful World, Where Are You, London, Faber and Faber, 2021 Où es-tu, monde admirable, traduit par Laetitia Devaux, Paris, Éditions de l'Olivier 2022  (ISBN 978-2-8236-1850-1) ; réédition en poche aux Éditions Points, 2023
- Intermezzo, London, Faber and Faber, 2024 Intermezzo, traduit par Laetitia Devaux, Paris, Éditions Gallimard, coll. « Du monde entier », 2024  (ISBN 978-2-07-307462-1)[28] ; réédition en poche aux Éditions Gallimard, coll. « Folio » no 7554, 2025

### Nouvelles
- Mr Salary, Londres, Faber and Faber, 2019  (ISBN 9780571351954)[29] Première publication : magazine Granta 135: New Irish Writing Fiction le 19 avril 2016[30].
- Color and Light Première publication : The New Yorker, numéro du 18 mars 2019[31].

### Essai
- Even if You Beat Me[32], The Dublin Review, vol. 58, 2015  (ISBN 9780992991524)